# Quản trị tiếp thị
Quản trị tiếp thị là kỷ luật tổ chức mà tập trung vào ứng dụng thực tế của định hướng marketing, kĩ thuật, phương pháp bên trong các doanh nghiệp, tổ chức và chú trọng vào quản lý nguồn lực và hoạt động marketing của công ty.
Toàn cầu hóa dẫn tới việc các công ty mở rộng thị trường ra ngoài, vượt qua biên giới nước chủ nhà, và làm cho marketing quốc tế trở thành một phần quan trọng, cần thiết trong chiến lược marketing của công ty. Những nhà quản trị marketing thường chịu trách nhiệm trong việc tác động đến mức độ, thời gian và các yếu tố tạo nên nhu cầu của khách hàng. Một phần, đó là bởi vì ý nghĩa vai trò của người quản trị marketing dựa trên quy mô doanh nghiệp, văn hóa công ty và bối cảnh ngành công nghiệp. Ví dụ, trong một công ty sản xuất hàng tiêu dùng lớn, nhà quản trị marketing có thể được xem như là nhà quản trị chung cho sản phẩm được giao. Để tạo ra hiệu quả trong chiến lược quản trị chi phí – lợi ích marketing, công ty phải có một sự hiểu biết chi tiết mục tiêu kinh doanh và thị trường mà công ty hoạt động. Khi phân tích những vấn đề này, kỷ luật trong quản trị marketing thường trùng lặp với kỷ luật của lên kế hoạch chiến lược

## Cấu trúc
Quản trị marketing sử dụng nhiều công cụ khác nhau trong kinh tế và chiến lược cạnh tranh để phân tích bối cảnh công nghiệp mà công ty hoạt động. Nó bao gồm năm tác động của Porter, phân tích các nhóm chiến lược của đối thủ cạnh tranh, phân tích chuỗi giá trị và nhiều thứ khác. Dựa vào ngành công nghiệp, bối cảnh pháp lý cũng có thể được xem là quan trọng để xem xét cụ thể.
Khi phân tích đối thủ, người làm marketing sẽ xây dựng hồ sơ của các đối thủ khác trong thị trường bằng phân tích SWOT, chú ý đặc biệt vào điểm mạnh và điểm yếu tương quan của họ. Nhà quản trị marketing sẽ kiểm tra cấu trúc chi phí, nguồn lợi nhuận, nguồn lực và năng lực, vị thế cạnh tranh và sản phẩm khác biệt, mức độ của liên kết dọc, lịch sử phản ứng với sự phát triển của nền công nghiệp, và các yếu tố khác.
Quản trị marketing thường nhận ra được sự cần thiết của việc đầu tư nghiên cứu để thu nhập dữ liệu nhằm thể hiện chính xác các phân tích marketing. Vì vậy, họ thường quản lý nghiên cứu thị trường và nghiên cứu marketing để thu thập được thông tin. Người làm marketing sử dụng nhiều kỹ thuật để thực hiện nghiên cứu marketing nhưng có một số thủ thuật phổ biến hơn cả:
- Nghiên cứu định tính trong marketing như phỏng vấn nhóm và các loại phỏng vấn khác
- Nghiên cứu định lượng trong marketing như là điều tra thống kê
- Kỹ thuật thực nghiệm như kiểm tra các thị trường
- Kỹ thuật quan sát như sự quan sát dân tộc học

Nhà quản trị marketing cũng có thể thiết kế và giám sát quá trình phân tích môi trường doanh nghiệp và thông tin cạnh tranh nhằm giúp xác định các xu hướng và thông báo các phân tích marketing của công ty.
Kiểm toán thương hiệu là một cuộc kiểm tra kỹ lưỡng vị thế hiện tại của thương hiệu trong ngành công nghiệp so với các đối thủ cạnh tranh và kiểm tra sức ảnh hưởng của nó. Khi kiểm toán thương hiệu, có năm câu hỏi cần được kiểm tra và đánh giá cẩn thận. Những câu hỏi bao gồm chiến lược thương hiệu hiện tại hoạt động tốt như thế nào, cái gì tạo nên nguồn lực mạnh và điểm yếu của công ty, các cơ hội bên ngoài và nguy cơ, cạnh tranh giá và chi phí của công ty như thế nào, vị thế cạnh tranh của doanh nghiệp so với các đối thủ và vấn đề chiến lược mà doanh nghiệp phải đối mặt.
Nhìn chung, khi một doanh nghiệp tiến hành kiểm soát thương hiệu, mục đich chính là phát hiện ra các điểm mạnh, thiếu sót, các cơ hội tốt nhất trong thị trường, nguy cơ bên ngoài, lợi nhuận trong tương lai, và chỗ đứng cạnh tranh của công ty so với các đối thủ hiện tại. Cuộc kiểm toán thương hiệu thiết lập nên các yếu tố chiến lược cần thiết để nâng cao vị thế thương hiệu và năng lực cạnh tranh trong ngành. khi 1 thương hiệu được kiểm toán, bất cứ dn nào có kết quả tài chính tốt và có vị trí trên thị trường thì đều hướng đến việc thực hiện 1 brand strategy hiệu quả và được đón nhận tốt
Kiểm toán thương hiệu thường tập trung vào các điểm mạnh của thương hiệu và nguồn lực bởi vì các yếu tố này nâng cao sức cạnh tranh của doanh nghiệp. Sức mạnh cạnh tranh của doanh nghiệp có thể xuất hiện theo các nhiều hình thức. Các hình thức đó bao gồm kỹ năng hoặc chuyên môn, tài sản vật chất, tài sản con người, tài sản tổ chức có giá trị, tài sản vô hình có giá trị, khả năng cạnh tranh, thành tựu và các đặc tính giúp nâng cao vị thế của doanh nghiệp trong lợi thế cạnh tranh, hợp tác kinh doanh và liên minh.
Khái niệm cơ bản của kiểm toán thương hiệu là xác định liệu nguồn lực mạnh của doanh nghiệp là tài sản cạnh tranh hay là nợ cạnh tranh. Loại kiểm toán này nhằm đảm bảo rằng một doanh nghiệp có thể duy trì một năng lực đặc biệt để xây dựng và củng cố lợi thế cạnh tranh. Hơn thế nữa, một kiểm toán thương hiệu thành công có mục đích thiết lập những gì mà doanh nghiệp tận dụng tốt nhất, mức độ chuyên môn, nguồn tài nguyên mạnh, khả năng cạnh tranh lớn nhất, trong khi đó mục tiêu là để xác định vị thế của doanh nghiệp và hiệu suất trong tương lai.

### Chiến lược marketing
Hai phân khúc khách hàng thường được lựa chọn làm mục tiêu bởi vì nó được đánh giá cao trên 2 khía cạnh. 1) Phân khúc hấp dẫn cần được quan tâm vì nó lớn, phát triển, tiêu dùng thường xuyên, có giá không nhạy cảm (sẵn sàng trả giá cao) và các yếu tố khác. 2) Công ty có nguồn lực và khả năng để cạnh tranh với các phân khúc của đối thủ, có thể đạt được những nhứ cần thiết hơn đối thủ và làm ra nhiều lợi nhuận hơn. Trên thực tế, một định nghĩa chung của tiếp thị đơn giản là " gặp điều cần thiết để tạo lợi nhuận"
Ý nghĩa của việc chọn phân khúc mục tiêu là doanh nghiệp sẽ phân bổ thêm các nguồn lực để có được khách hàng và giữ chân họ trong phân khúc mục tiêu hơn là những khách hàng không phải mục tiêu. Trong một vài trường hợp, các công ty có thể rời xa các khách hàng mà không ở trong phân khúc mục tiêu. Ví dụ như người bảo vệ tại một hộp đêm lớn có thể từ chối khách hàng ăn mặc không hợp thời trang bởi vì doanh nghiệp đã đưa ra một quyết định chiến lược nhắm vào phân khúc khách hàng thời thượng quen thuộc của hộp đêm.
Cùng với các quyết định mục tiêu, nhà quản trị marketing sẽ xác định vị thế mong muốn của công ty, sản phẩm hoặc thương hiệu trong tâm trí của khách hàng mục tiêu. Vị thế này thường được thể hiện ngắn gọn qua lợi ích chính của sản phẩm hoặc dịch vụ cung cấp mà có sự khác biệt và vượt trội so với các lợi ích được cung cấp từ sản phẩm của đối thủ. Ví dụ, Volvo có vị trí lâu đời trong thị trường điện thoại di động tại Bắc Mỹ và được nhìn nhận là thương hiệu dẫn đầu về sự an toàn, trong khi đó, BMW thương hiệu của nó có vị trí lâu đời và được xem đi đầu về sự mạnh mẽ.
Một vị thế của công ty có thể duy trì trong một thời gian dài vì công ty có thể sở hữu và phát triển thêm  nhiều lợi thế cạnh tranh bền vững. Vị thế cũng có nhiều liên quan đến các phân khúc mục tiêu như là nó sẽ thúc đẩy hành vi mua hàng của khách hàng mục tiêu. Tổng kết lại, nhánh marketing của một công ty phải đối phó với việc bán và phân phối sản phẩm đến nhiều người và khách hàng, bởi vì mục địch trung tâm và cuối cùng của công ty là làm khách hàng hài lòng và đạt được doanh thu.

### Kế hoạch thực hiện (Marketing Plan)
Nếu một công ty có được một sự hiểu biết thấu đáo về nền tảng khách hàng và vị thế cạnh tranh của nó trong ngành, các nhà quản trị marketing sẵn sàng để ra quyết định cho các chiến lược quan trọng và phát triển một chiến dịch marketing được thiết kế để tối đa doanh thu và lợi nhuận của công ty. Chiến dịch được lựa chọn có thể nhắm vào bất kỳ mục tiêu cụ thể nào, bao gồm tối ưu hóa lợi nhuân biên ngắn hạn, tăng doanh thu, thị phần trên thị trường, lợi nhuận dài hạn hoặc các mục tiêu khác.
Sau khi mục tiêu chiến lược của công ty đã được xác định, thị trường mục tiêu sẽ được lựa chọn và vị thế mong muốn của công ty, sản phẩm hoặc thương hiệu sẽ được đặt ra, nhà quản trị marketing tập trung vào làm thế nà để thực hiện tốt nhất các chiến dịch đã được lựa chọn. Theo truyền thống, việc thực hiện kế hoạch dựa trên "4Ps": chiến lược sản phẩm, chiến lược giá, chiến lược phân phối (vị trí hoặc vùng nơi sản phẩm được bán, có thể là địa phương, vùng miền, quốc gia hoặc quốc tế) (ví dụ các kênh bán và phân phối sản phẩm), và chiến lược khuyến mãi.
Lựa chọn thực hiện 4P của công ty được miêu tả như là chiến lượng marketing hỗn hợp (Marketing Mix), nghĩa là sự kết hợp giữa các yếu tố kinh doanh sẽ thực hiện trong chiến dịch marketing và đáp ứng thị trường (go to market). Mục tiêu tổng thể của marketing hỗn hợp là đưa ra một tuyên bố giá trị (Value Proposition)  mà có thể củng cố vị thế đặt ra của công ty, xây dựng khách hàng trung thành (customer loyalty) và tài sản thương hiệu ở khách hàng mục tiêu và đạt được mục tiêu marketing và tài chính.
Trong nhiều trường hợp, quản trị marketing sẽ phát triển kế hoạch marketing nhằm xác định làm thế nào công ty có thể hoàn thành chiến dịch đặt ra và đặt được các mục tiêu kinh doanh. Nội dung của các chiến dịch có thể khác biệt giữa các công ty nhưng có một số điểm chung dưới đây:
- Bản tóm tắt
- Phân tích tình hình để tóm tắt những sự kiện và những thông tin hiểu biết đạt được từ nghiên cứu thị trường và các phân tích marketing
- Tuyên bố sứ mệnh của công ty hoặc tầm nhìn chiến lước dại hạn
- Tuyên bố các mục tiêu chính của công ty, thường chia thành các mục tiêu marketing và các mục tiêu tài chính
- Chiến dịch marketing mà doanh nghiệm đã chọn phải xác định rõ ràng các phân khúc mục tiêu sẽ theo đuổi và vị thế cạnh tranh có thể đạt được.
- Các lựa chọn thực hiện mỗi yếu tố trong marketing hỗn hợp 4Ps (marketing mix)

### Dự án, quá trình, và quản lý nhà cung cấp
Mở rộng hơn, các nhà quản trị marketing làm việc để  thiết kế và cải thiện tính hiệu quả của các quá trình marketing chính như: phát triển sản phẩm mới, quản lý thương hiệu, truyền thông marketing, và giá. Những người làm marketing có thể sử dụng các công cụ của tái cơ cấu quy trình nghiệp vụ (business process reengineering) để đảm báo các quá trình được thiết kế đúng chuẩn và sử dụng nhiều kỹ thuật quản lý để giữ nó hoạt động trơn tru
Sự thực hiện hiệu quả có thể yêu cầu sự quản lý của các nguồn lực bên trong và một loạt các nhà cung cấp bên ngoài cùng với các bên cung cấp dịch vụ như là công ty quảng cáo (agency) của công ty. Các nhà làm marketing có thể liên kết hợp tác với bộ phận mua hàng của công ty về việc sử dụng các dịch vụ này. Theo lĩnh vực marketing, quản trị công ty quảng cáo  (ví dụ: làm việc với công ty marketing bên ngoài và các nhà cung cấp) là những kỹ thuật như đánh giá hiệu suất của công ty quảng cáo, quy mô công việc, chế độ thưởng, RFx’s và lưu trữ thông tin của công ty quảng cáo trong cơ sở dữ liệu nhà cung cấp. Cơ sở dữ liệu là thứ quan trọng để quản lý, nhưng dễ dàng phân bổ. Trong khi sự phân bổ nhà cung cấp có nhiều vấn đề cần giải quyết nhưng dễ dàng để xử lý

### Báo cáo, đánh giá, phản hồi, kiểm soát các hệ thống
Quản trị marketing sử dụng nhiều số liệu để đánh giá tiến độ so với các mục tiêu. Đó là trách nhiệm của các nhà quản trị marketing – trong bộ phận marketing hoặc nơi khác – để đảm bảo rằng việc thực hiện các chương trình marketing đạt được những mục tiêu kì vọng cũng như cách thức tiết kiệm chi phí hiệu quả
Quản trị marketing do đó thường sử dụng các loại hệ thống quản lý tổ chức như là dự báo bán hàng, các chương trình khuyến khích đại lý và lực lượng bán hàng, các hệ thống quản lý lực lượng bán hàng, và các công cụ quản lý quan hệ khách hàng (CRM). Gần đây, một số nhà cung cấp phần mềm đã bắt đầu sử dụng thuật ngữ "quản trị hoạt động marketing" hoặc "quản trị nguồn lực marketing" để miêu tả các hệ thống mà tại điều kiện cho tiếp cận tích hợp kiểm soát các nguồn lực marketing. Trong một vài trường hợp, các nỗ lực có thể liên kết với hệ thống quản lý chuỗi cung cấp như là hoạch định tài nguyên doanh nghiệp (ERP), kế hoạch cung ứng nguyên liệu (MRP), phản ứng hiệu quả tiêu dùng (ECR) và các hệ thống quản lý hàng tồn kho.